# نوبوئو کاواکامی
نوبوئو کاواکامی (به انگلیسی: Nobuo Kawakami) بازیکن فوتبال اهل ژاپن و عضو تیم ملی فوتبال ژاپن است که در تاریخ ۳۱ ژوئیه ۱۹۷۰ میلادی اولین بازی ملی‌اش را انجام داد. او در ۴۱ بازی ملی حضور داشت و آخرین بازی ملی خود را در تاریخ ۶ مارس ۱۹۷۷ میلادی انجام داد. نوبوئو کاواکامی در بازی‌های ملی‌اش
گلی به ثمر نرساند.